# Laia Marull

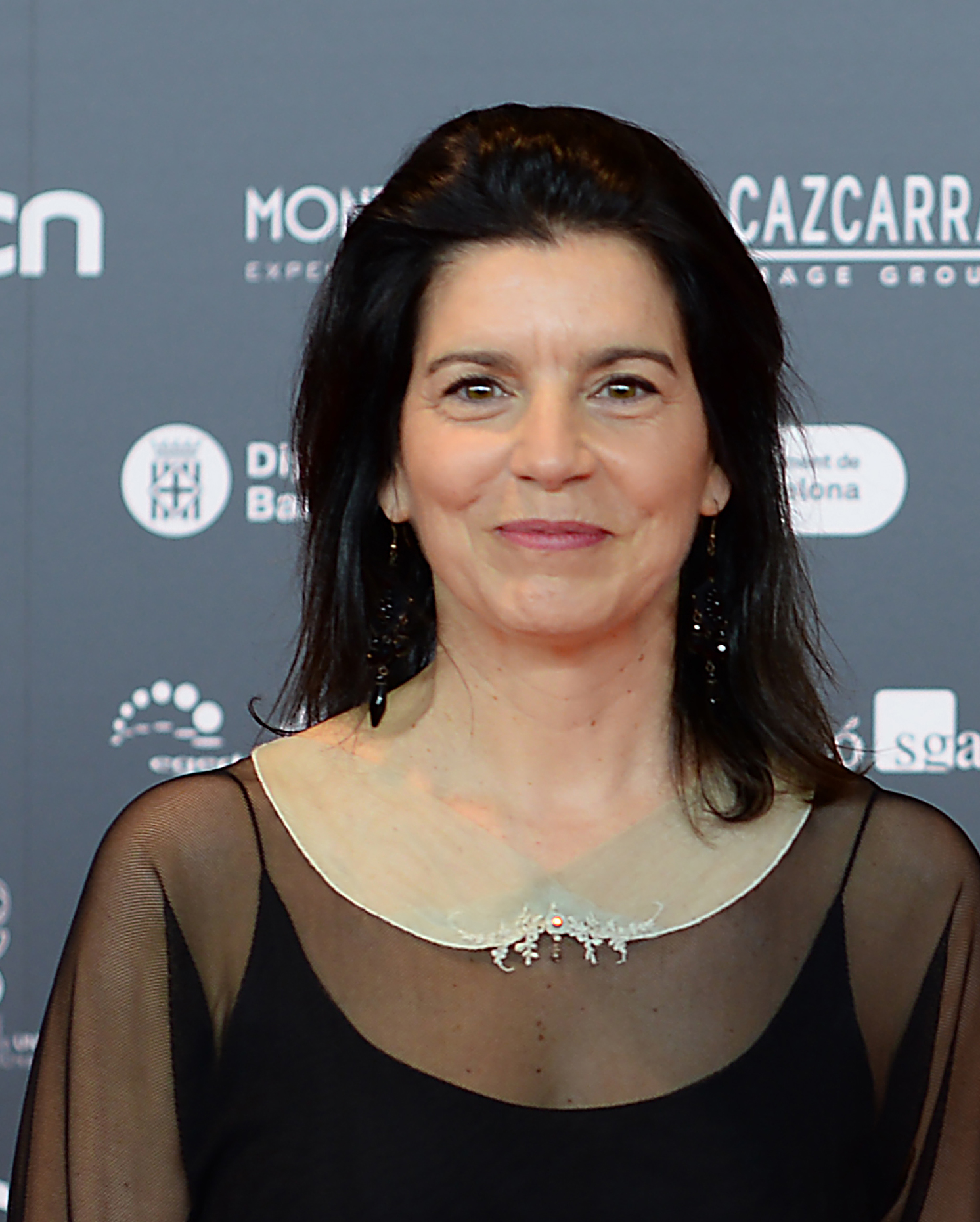
Laia Marull

Laia Marull [l[ai]a məɾṷʎ] (* 4. Januar 1973 in Barcelona) ist eine spanische Schauspielerin.

## Leben
Marull studierte dramatisches Schauspiel und Gesang, daneben klassischen und zeitgenössischen Tanz. Als Theaterdarstellerin trat sie 1993 am Theater Lliure in Barcelona in den Werken Un dels últims vespres de carnaval und Roberto Zucco von Lluís Pasqual auf. Danach war sie in zahlreichen Theateraufführungen zu sehen, u. a. in Antonio y Cleopatra (1995), La dama del mar und Maror (1996), El cau (1997), Así que pasen cinco años (1998), El polígrafo (2000), La mare coratge und Lulu (2001).
Einem breiten Publikum wurde sie bekannt durch ihre Rolle in der spanischen Fernsehserie Estació d'enllaç (1994–1998).
1996 begann die große Karriere von Marull im spanischen Film. In gerade einmal vier Jahren erhielt sie Rollen in neun Filmen. Marull erhielt bisher mehrere Auszeichnungen, darunter 2004 den Goya: 2004 als beste Hauptdarstellerin für ihre Rolle in Te doy mis ojos.

## Filmografie (Auswahl)
- 1996: Razones sentimentales
- 1996: Asunto interno
- 1998: Mensaka, páginas de una historia
- 1999: Im Schatten von Lissabon (Lisboa)
- 1999: La sombra de Caín
- 2000: Pleure pas Germaine
- 2000: Café Olé
- 2000: Fugitivas – Auf der Flucht (Fugitivas)
- 2000: El viaje de Arián
- 2003: Öffne meine Augen (Te doy mis ojos)
- 2003: Las voces de la noche
- 2005: Oculto
- 2007: El Greco
- 2008: Pretextos
- 2009: 9 (curtmetratge)
- 2010: Pa Negre, von Agustí Villaronga
- 2010: La herencia Valdemar
- 2010: La herencia Valdemar II: La sombra prohibida

## Auszeichnungen
- 2003: Silberne Muschel (Concha de Plata) des Festival Internacional de Cine de Donostia-San Sebastián
- 2004: Goya (Filmpreis) als beste Hauptdarstellerin in Öffne meine Augen (Te doy mis ojos)